# 毛利高成
毛利 高成（もうり たかなり）は、江戸時代前期の大名。豊後国佐伯藩の第2代藩主。官位は従五位下・摂津守。

## 略歴
初代藩主・毛利高政の次男として佐伯にて誕生。
寛永5年（1628年）11月、父の死去により家督を継ぐ。寛永9年（1632年）5月、中川久盛と共に加藤忠広改易後の城番を務めたが、それが終わって帰途についてから発病し、同年11月7日に急死した。法号は松桂院。墓所は佐伯の養賢寺。
跡を長男高直が継いだ。

## 系譜
父母
- 毛利高政（父）
- 木曾義昌の娘[2]（母）

正室
- 佐久間安政の三女

子女
- 毛利高直（長男）生母は正室
- 川口宗重室